# 地球上の最南一覧
世界で、最南の一覧。なお、南極においての国名は、そこの基地の属する国とする。

## 市町村
首都
- 世界最南の首都　 ニュージーランド　ウェリントン　南緯41度17分 - 人口389,700人（2010年）
- 世界最南の人口100万人以上の首都　 アルゼンチン　ブエノスアイレス　南緯34度36分付近 - 2,891,082人（2010年市域のみ）

都市
- 世界最南の人口1,000万人以上の都市　 ブラジル　サンパウロ　南緯23度32分 - 人口11,244,269人（2010年）
- 世界最南の人口300万人以上の都市　 オーストラリア　メルボルン　南緯37度49分付近 - 人口4,077,036人
- 世界最南の人口50万人以上の都市　 アルゼンチン　マル・デル・プラタ　南緯38度0分付近 - 人口616,142人（2010年）
- 世界最南の人口10万人以上の都市　 チリ　プンタ・アレーナス　南緯53度10分付近 - 人口116,461人（2002年）
- 世界最南の人口5万人以上の都市　 アルゼンチン　ウシュアイア 南緯54度48分付近 - 人口56,825人（2010年）
- 世界最南の人口1000人以上の都市　 チリ　プエルト・ウィリアムズ　南緯54度55分付近 - 人口1,868人（2017年）[1]

集落・基地
- 世界最南の出生地　 南極 アルゼンチン　南極エスペランサ基地 南緯63度24分付近 - 人口66人
- 世界最南の冬季人口100人以上の居住地　 南極 アメリカ合衆国　南極マクマード基地　南緯77度51分 - 冬季人口200人ほど
- 世界最南の冬季人口10人以上の居住地　 南極 アメリカ合衆国　南極アムンゼン・スコット基地の建物　南緯90度0分 - 冬季人口およそ50人で2007年には127人であった。

## 建物
建物一般
- 世界最南の建物　 南極 アメリカ合衆国　南極アムンゼン・スコット基地の建物　南緯90度0分

超高層建築物
- 世界最南の高さ500m超の建物　 サウジアラビア　メッカ　アブラージュ・アル・ベイト・タワーズ　北緯21度25分
- 世界最南の高さ250m超の建物　 オーストラリア　メルボルン　オーストラリア108（英語版）　南緯37度49分付近

学校
- 世界最南の小学校　 南極 アルゼンチン　南極エスペランサ基地にある 南緯63度24分付近
- 世界最南の中学校　 チリ　プエルトウィリアムズにある　南緯54度55分付近
- 世界最南の大学本部　 アルゼンチン　ティエラ・デル・フエゴ国立大学　南緯54度48分付近
- 世界最南の大学分校　 チリ　マガジャネス大学プエルトウィリアムズ分校　南緯54度55分付近

## 交通

### 鉄道
高速鉄道（最高速度200km以上）
- 世界最南の高規格高速鉄道路線（最高速度300km以上）　台湾　台湾高速鉄道
- 世界最南の高速鉄道路線　 中国　広深線
- 世界最南の高速鉄道駅　 中国　広深線深圳駅　北緯22度32分付近 - なお、香港の九龍駅に乗り入れる。

地下鉄
- 世界最南の地下鉄　 アルゼンチン　ブエノスアイレス地下鉄　南緯34度36分付近
- 世界最南の地下鉄駅　 アルゼンチン　ブエノスアイレス地下鉄　ロス・ビレジェス広場駅（Plaza de los Virreyes）　南緯34度38分34.5秒付近

一般鉄道（軌間1000mm以上、保存鉄道は含まれず）
- 世界最南の一般鉄道線路運営　 ニュージーランド　国鉄
- 世界最南の一般鉄道旅客駅　 ニュージーランド　ロールストン駅（Rollston Railway Station）　南緯43度35分付近
- 世界最南の一般鉄道貨物駅　 ニュージーランド　インバーカーギル駅　南緯46度23分付近
- 2000年当時世界最南だった一般鉄道旅客駅　 ニュージーランド　インバーカーギル駅　南緯46度23分付近 - 2002年に旅客営業廃止

軽便鉄道　
- 世界最南の軽便鉄道　 アルゼンチン　南フエゴ鉄道　南緯54度48分付近 - 軌間500mm
- 世界最南の軽便鉄道駅舎　 アルゼンチン　南フエゴ鉄道世界の果て駅（Estación del Fin del Mundo）　南緯54度49分59秒
- 世界最南の軽便鉄道駅　 アルゼンチン　南フエゴ鉄道国立公園駅（Estación Parque Nacional）　南緯54度50分9秒付近

### 航空
- 世界最南の国際空港　 アルゼンチン　ウシュアイア国際空港　南緯54度50分
- 世界最南の空港　 チリ　サニャルトゥ空港　南緯54度56分
- 世界最南の飛行機発着地　 南極　南極シエル・マウンテン（Thiel Mountains）　南緯85度12分

## 島
- 世界最南の人口1,000万人以上の島　 マダガスカル　マダガスカル島　南緯11度57分付近～南緯25度36分付近　- 人口2,004万人（2008年）
- 世界最南の人口100万人以上の島　 ニュージーランド　ニュージーランド南島　南緯40度38分付近～南緯46度26分付近　- 人口103万人（2010年）
- 世界最南の人口10万人以上の島　 チリ アルゼンチン　フエゴ島　南緯52度27分付近～南緯55度3分付近 - 人口13万人超（2010年）
- 世界最南の人口1,000人以上の島　 チリ　ナバリノ島　南緯55度5分付近 - 人口3000人ほど

## 施設
- 世界最南のスキー場　 アルゼンチン　セロ・カストール　　南緯54度43分
- 現金自動預払機　 南極 アメリカ合衆国　南極マクマード基地　南緯77度51分